# Dun (topònim)

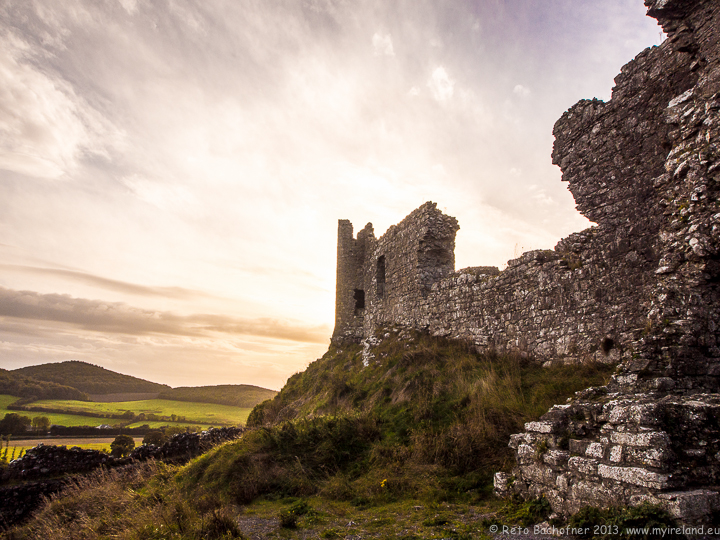
Dunamase, al centre d'Irlanda (del gaèlic Dún Másc, "Fortalesa d'en Másc")

Dun és un topònim o un element de topònim habitual a les zones de població o d'antiga població cèltica. Originàriament volia dir ciutadella, fortalesa, zona fortificada i, de forma secundària, turó, pujol. Es troba en gal sota la forma dunon o més aviat dūnon (amb una U llarga) en forma nominativa, essent-ne el radical duno-, o llatínitzat en dunum, dùn o dún en gaèlic i din en gal·lès i en bretó (cf. Dinan). La forma protocelta és *Dūno-, que dona el grec δοῦνον i està relacionat en darrera instància amb l'anglès town, ciutat.
Es tracta d'un dels termes més comuns de la toponímia europea i es retroba igualment en els textos relacionats amb la mitologia celta, especialment per a designar la residència de déus o herois. Actualment, el mot pertany al vocabulari arqueològic com a terme genèric per a designar petits bastions, enclavaments o brochs a Escòcia, com a subgrup dels oppidums. En alguns indrets, semblen haver estat bastits a dalt de crags o monticles favorables, especialment al sud del Fiord de Clyde i del Fiord de Forth.

## Exemples
Dins la toponímia escocesa és especialment abundant: Dùn Èideann (Edimburg), Dumbarton, Dunkeld, Dundee, Dunblane, Dunbar, Dunoon, Dunfermline, Duns. Apareix també profusament a Irlanda (per exemple: Dún na nGall, Donegal), però també arreu d'Europa: a Belgrad (Singidúnum), a Legnica (Lugidunum), a Olten (Ol(l)odūnonm), a Colchester (Camulodunum), possiblement a Londres (Londínium) i especialment a l'antiga Gàl·lia, dins el nom de moltes ciutats: Autun, Audun-le-Roman, Châteaudun, Don, Dun-les-Places, Dun-le-Palestel, Issoudun, Liverdun, Loudun, Verdun, Meudon, etc. A l'antiga Gàl·lia, sovint queda reduït a un simple sufix per evolució fonètica -on, -un, -in o -an: Lió < Lugdúnum, Nyon < Noviodúnum, Nouan-le-Fuzelier < Noviodúnum, Champéon, Chambezon < Cambodunum, Suin < Segodunum, etc. i dins els mots dialectals de diverses regions : dun, dunet.
També a la península Ibèrica n'hi ha nombrosos exemples: Navardún, Canal de Berdún, Caladunum (Mirandela), Bergidum (Barbitanya), etc., alguns d'aquests a Catalunya: Besalú (Bisuldunum), Verdú (Virudunum).